# Attilio Fierro
(sen. Nicola Mancino)
Attilio Fierro (Montella, 24 ottobre 1922 – Montella, 12 giugno 1988) è stato un politico e ingegnere italiano.
Segretario provinciale della Democrazia Cristiana di Avellino negli anni in cui dalla Provincia di Avellino provenivano i massimi esponenti nazionali della DC, è stato tra i fondatori e maggiori esponenti della corrente della DC detta "Sinistra di base" (o anche "La Base") insieme a Ciriaco De Mita, del quale fu stretto collaboratore.

## Biografia
(On. Gerardo Bianco)
Attilio Fierro nasce a Montella da una famiglia benestante: il padre Salvatore era costruttore e proprietario di una delle prime sale cinematografiche della provincia (aperta nel 1932 ed attiva fino al 2014). Il cugino Aurelio Fierro è stato un noto cantante di musica napoletana.
Si laurea in Ingegneria Civile nel 1950. Inizia la sua carriera nella Democrazia Cristiana al fianco dell'onorevole Fiorentino Sullo, che sarà anche suo testimone di nozze. Nel 1969 si allontana da Sullo e si avvicina all'ala demitiana, divenendo amico e stretto collaboratore del leader di Nusco. È per due volte sindaco di Montella negli anni '60 e '70.
Diventa Segretario provinciale della DC avellinese negli anni in cui dalla provincia di Avellino provenivano i massimi esponenti nazionali del Partito, riuniti attorno a Ciriaco De Mita. Braccio destro del leader di Nusco, ebbe parte decisiva nella vittoria congressuale dei basisti sulla corrente vicina a Fiorentino Sullo al quindicesimo Congresso Nazionale della Democrazia Cristiana di Roma del 1982. Alla corrente basista appartenevano, tra gli altri, il presidente della regione Campania dell'epoca e poi ministro Nicola Mancino, il vicepresidente della Camera Gerardo Bianco e il presidente della RAI Biagio Agnes, tutti provenienti dalla provincia di Avellino. Nel 1977 viene nominato Presidente del CORECO di Avellino rimanendo in carica fino al 1985.
Fu tra i promotori della nascita della Banca popolare dell’Irpinia, facendo parte del consiglio di amministrazione dal 1973.
Muore prematuramente nel giugno del 1988, un anno dopo la nascita del governo presieduto dall'amico Ciriaco De Mita alla cui ascesa aveva collaborato.